# DK–2
A DK–2 a Szovjetunióban a második világháború után rendszeresített RPG–2 páncéltörő gránátvetőhöz használt PG–2 gránát gyújtószerkezete. 1950-től 1965-ig alkalmazták. Előbiztosítás nélküli, távoli élesítésű (az indítócsőtől kb. 1,5–2 m-re élesedik) tehetetlenségi csapódó gyújtó. A szerkezet anyaga acél.

## Működése
Lövésnél a tengelyirányú tehetetlenségi erő hatására a csúszóhüvely a rugót összenyomva az alsó határhelyzetbe süllyed. A mozgás során a rögzítőcsap a csúszóhüvely  cikcakkos kivágásában marad, ezért a csúszóhüvely némi elforduló mozgást is végez. Ennek eredményeként a csúszóhüvely süllyedése nem ütésszerű. Az alsó helyzetben a rögzítőcsap  vékony vége a hüvely “a” cikcakk kivágásával kerül szembe. A rögzítőcsap feszített rugója a csapot a kivágásba belöki, de csak annyira, hogy a másik vége a vezetőhüvelyben maradjon. Vagyis a tehetetlenségi ütőt továbbra is biztosított helyzetben tartja. A gránátra a vetőcsőből kilökődve már nem hat gyorsítóerő, tehát a biztosítórugó a csúszóhüvelyt felemeli. Ez lassítva történik, mivel a vezetőcsap cikcakk kivágásba benyúló vége csak a cikcakkos kényszerpálya mentén engedi a felemelkedést. Ehhez pedig a csúszóhüvelynek oldalirányban ide-oda kell mozognia, ami lassítja a mozgását. A csúszóhüvely teljes felemelkedése után a rugó a rögzítőcsapot teljesen kilöki a záróelemig, ezzel a tehetetlenségi ütőt szétkapcsolja a vezetőhüvelytől (9). A gyújtó ekkor élesítve van. Becsapódáskor a tehetetlenségi ütő előrecsap, az ellenbiztosító rugó ellenállását legyőzi, és a csappantyús gyutacsba szúr. Kis becsapódószög esetén az oldalütő súly (10) a tehetetlensége miatt a felpattanással ellentétes irányba elmozdul, ferde furata miatt a tehetetlenségi ütőt előre löki.